# Krašnji Vrh
Krašnji Vrh este o localitate din comuna Metlika, Slovenia, cu o populație de 29 de locuitori.